# Батуе
Батуе (на словенски: Batuje) е село в Словения, регион Горишка, община Айдовшчина. Според Националната статистическа служба на Република Словения през 2015 г. селото има 345 жители.